# Spirou (Computerspiel, 1995)
Spirou ist ein Plattformspiel, das 1995 und 1996 von Infogrames für die Konsolen Mega Drive, Super NES und Game Boy und für Microsoft Windows und MS-DOS veröffentlicht wurde. Eine Game-Gear-Version war geplant, wurde aber verworfen, obwohl eine Prototypversion mit dem kompletten Vollspiel online durchgesickert ist.
Das Spiel basiert auf der Comicserie „Spirou und Fantasio“ und bezieht sich dabei namentlich auf das Album Marilyn ist nicht zu stoppen. Es erzählt das Abenteuer von Spirou, der versucht, seinen entführten Freund Graf Champignac zu retten und seine Erzfeindin Cyanida (dt. Fassung: Marilyn) davon abzuhalten, Roboter die Erde beherrschen zu lassen. Das Spiel war für seine gute Grafik und seine Treue zur Comic-Serie „Spirou et Fantasio“ bekannt, aber aufgrund des relativ hohen Schwierigkeitsgrades empfahlen die meisten Rezensenten das Spiel nur echten Fans der Comicserie.

## Gameplay
„Spirou“ ist ein Jump ’n’ Run. Man steuert die gleichnamige Hauptfigur. Man kann im Spiel gehen, rennen, springen und sich ducken. Um zu einigen Bereichen zu gelangen, kann man eintauchen und eine Strecke über den Boden rutschen. Darüber hinaus kann der Spieler mit einer Waffe namens Mikropulser schießen, die man sich im vierten Level des Spiels verdient. Zudem kann Spirou in den Unterwasserlevels schwimmen.
Spirou verfügt über einen Gesundheitsbalken, der es ihm ermöglicht, sechs Treffer einzustecken. Wenn der Spieler durch den Verlust eines Lebens noch zusätzliche Leben übrig hat, wird das Level vollständig zurückgesetzt. Wenn man keine Extraleben mehr hat, endet das Spiel. Ein Extraleben erhält man durch das Sammeln von 50 Spirou-Hüten, die über die acht Level verteilt sind. Das Sammeln eines Herzens füllt den Gesundheitsbalken um einen Punkt auf. Während er unter Wasser geht, kann Spirou seinen Atem nur für eine bestimmte Zeit anhalten. Die Zeit unter Wasser kann durch das Sammeln von Sauerstoffflaschen verlängert werden.
Eine Passwortfunktion gibt dem Spieler die Möglichkeit, weiterzuspielen. Allerdings gibt es nur ein gültiges Passwort, das den Spieler immer mitten im Spiel neu startet. Das Spiel unterstützt drei Schwierigkeitsstufen: leicht, mittel und schwer. Es gibt auch eine Soundtestfunktion im Spiel.

## Handlung
Spirou, ein Journalist, und sein Freund Fantasio besuchen New York für eine internationale wissenschaftliche Forschungskonferenz. Als das Duo zur Konferenz kommt, ist Graf Champignac, ihr alter Freund und einer der Veranstalter der Konferenz, verschwunden. Es stellt sich heraus, dass Cyanida [Marilyn], ein Roboter in weiblicher Gestalt und eine von Spirous alten Feindinnen, den Grafen entführt hat. Mit den Erfindungen des Grafen Champignac will Cyanida Roboter dazu bringen, die Erde zu beherrschen und alle Menschen zu Sklaven zu machen. Während Spirou versucht, Champignac zu retten und Cyanida aufzuhalten, sammelt Fantasio Informationen, um Spirou zu helfen.

## Rezeption
Die Mega-Drive-, SNES- und Game-Boy-Versionen von Spirou wurden von mehreren Spielemagazinen in Frankreich und Deutschland getestet. Das Spiel wurde allgemein gut aufgenommen, die meisten Kritiker lobten die Grafik und die flüssigen Animationen sowohl in der stationären Konsolen- als auch in der Game-Boy-Version. Darüber hinaus kamen der Soundtrack und das abwechslungsreiche Spielprinzip bei den Kritikern gut an und die Steuerung des Spiels wurde für ihre Präzision und Benutzerfreundlichkeit gelobt. Die meisten Kritiker meinten zudem, dass das Spiel der Comic-Vorlage treu sei. Andererseits wurde der Schwierigkeitsgrad als zu hoch kritisiert. Aufgrund der Verwendung nur eines Passworts zum Speichern des Fortschritts meinten einige Tester außerdem, dass zu viele Level wiederholt werden müssten, um zu dem Punkt im Spiel zu gelangen, an dem sich der Spieler befunden hatte. Viele Rezensenten empfahlen das Spiel für Hardcore-Fans des Genres.